# Martin Olav Sabo

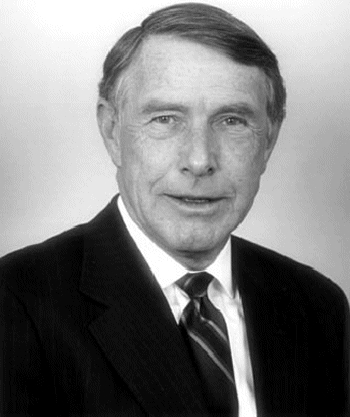
Martin Olav Sabo

Martin Olav Sabo, född 28 februari 1938 i Crosby i North Dakota, död 13 mars 2016 i Minneapolis i Minnesota, var en amerikansk demokratisk politiker. Han representerade delstaten Minnesotas femte distrikt i USA:s representanthus 1979-2007. Han var ordförande i representanthusets budgetutskott 1993-1995.
Sabo gick i skola i Alkabo High School i Alkabo, North Dakota. Han utexaminerades 1959 från Augsburg College och studerade vidare vid University of Minnesota.
Sabo var ledamot av Minnesota House of Representantives, underhuset i delstatens lagstiftande församling, 1960-1978, från och med 1973 som talman. Han efterträdde Donald M. Fraser som kongressledamot i januari 1979. Han efterträddes 2007 i representanthuset av Keith Ellison.
Sabo var lutheran av norsk härkomst. En bro i Minneapolis har fått sitt namn efter Martin Olav Sabo.